# ملکه جونگ‌هی
ملکه جونگ‌هی (کره‌ای: 정희왕후; هانجا: 貞熹王后؛ ۸ دسامبر ۱۴۱۸ – ۶ مه ۱۴۸۳) نام پسامرگی بود که به همسر و ملکه هم‌نشین یی یو، پادشاه سجو اعطا شد. او از سال ۱۴۵۵ تا زمان مرگ همسرش در سال ۱۴۶۸، ملکه چوسان بود و پس از آن از او با عنوان ملکه بیوه جاسونگ (کره‌ای: 자성왕대비) در دوران سلطنت پسرش یی هوانگ، پادشاه یجونگ و سپس با عنوان ملکه بزرگ بیوه جاسونگ در دوران سلطنت نوه‌اش یی هیول، پادشاه سونگ‌جونگ تجلیل شد.